# Otello (film 1986)
Otello – włosko-holendersko-amerykański film muzyczny z 1986 roku w reżyserii Franco Zeffirellego, zrealizowany na podstawie opery Giuseppe Verdiego, bazującej z kolei na dramacie Szekspira o tym tytule.

## Obsada
- Plácido Domingo – Otello
- Katia Ricciarelli – Desdemona
- Justino Díaz – Jagon
- Petra Malakova(inne języki) – Emilia
- Urbano Barberini(inne języki) – Kasjo
- Massimo Foschi(inne języki) – Lodovico
- Edwin Francis(inne języki) – Montano
- Sergio Nicolai(inne języki) – Rodgygo
- Remo Remotti(inne języki) – Brabancjo